# Ritschweier
Ritschweier ist ein Stadtteil von Weinheim im Rhein-Neckar-Kreis und liegt im Südosten von Weinheim im Westteil des südlichen, kristallinen Odenwaldes. Ritschweier ist mit rund 300 Einwohnern die kleinste Eingemeindung der Stadt Weinheim. Ritschweier besteht aus dem eigentlichen Dorf Ritschweier und dem etwas abgelegenen Weiler Oberkunzenbach. Seit dem Mittelalter bilden die beiden Ortsteile eine Gemeinde.

## Geographie
Ritschweier befindet sich in einem in Ost-West-Richtung verlaufenden Tal im westlichsten Bereich des kristallinen Odenwaldes, nur durch einen Höhenzug von der etwa drei Kilometer entfernt verlaufenden Bergstraße getrennt. Die Gemarkung befindet sich in einer Höhenlage zwischen 228 und 324 m ü. NN und umfasst eine Fläche von etwas mehr als 191 Hektar. Davon sind 6 % überbaut, 33 % bestehen aus Wald und 61 % werden landwirtschaftlich genutzt.

## Geschichte
Es ist anzunehmen, dass es spätestens zur Zeit der Fränkischen Landnahme auch zur Besiedlung des Ritschweierer Tales kam. Das zu Ritschweier gehörende Oberkunzenbach fand 795 als Gunnesbach im Lorscher Codex in einer Beschreibung der Mark Heppenheim erste urkundliche Erwähnung. Die erste schriftliche Erwähnung von Ritschweier selbst, unter dem Namen Ruozelenswilre (Weiler des Rucelin), findet man ebenfalls im Lorscher Codex (Urkunde Nr. 3668) im Zusammenhang mit der Aufzeichnung einer Zinserhebung: „In Ruozelenswilre zinsen 3 Hofleute, 4 Müller, 9 frei Männer und 14 Frauen, 16 Schilling“. Diese Urkunde lässt sich auf die Zeit um 1175 datieren, zu diesem Zeitpunkt befand sich der Weiler Ritschweier im Besitz des Klosters Lorsch.
Mit der Auflösung des Lorscher Klosters im Jahre 1232 gelangte Ritschweier in den Besitz des Kurfürstentums Mainz, von welchem es als Lehen zunächst an die Grafen von Sayn zu Greiffenstein und ab 1392 an die Schenken von Erbach vergeben wurde. Im 15. sowie in der ersten Hälfte des 16. Jahrhunderts wechselten die Besitzverhältnisse wiederholt, bis Ritschweier schließlich 1539 wieder an Erbach zurückfiel und damit letztendlich in Kurpfälzer Besitz gelangte.
Mit dem Reichsdeputationshauptschluss von 1803 wurde der Ort Bestandteil des neu gebildeten Großherzogtums Baden. Hier erhielt es 1837 den Status einer selbstständigen Gemeinde, nachdem es seit 1812 vorübergehend mit Rippenweier zu einer Gemeinde vereinigt worden war.
Am 1. August 1972 wurde die Gemeinde Ritschweier im Rahmen der kommunalen Gebietsreform in die Stadt Weinheim eingegliedert und bildet seitdem dort einen Stadtbezirk.

## Wirtschaft, Infrastruktur und Bevölkerungsentwicklung
In seiner gesamten Geschichte, auch in der Neuzeit, war Ritschweier immer ein rein agrarisch geprägter Ort. Heute entwickelt er sich mehr und mehr zu einer reinen Wohngemeinde, in der nur noch ein landwirtschaftlicher Vollerwerbsbetrieb und zwei kleinere Nebenerwerbsbetriebe existieren.
Entwicklung der Einwohnerzahlen

## Politik

### Ortschaftsrat
Auf der Grundlage des Eingliederungsvertrages von 1972 bildet Ritschweier einen fünfköpfigen Ortschaftsrat, der einen Ortsvorsteher wählt und einen Vertreter in den Weinheimer Stadtrat entsendet. Nach der Ortschaftsratswahl von 2019 setzt sich der Ortschaftsrat wie folgt zusammen:
|                 | Sitze |
| FWV             | 4     |
| Pro Ritschweier | 1     |

### Ortsvorsteher
Derzeitiger Ortsvorsteher ist Karl-Friedrich Kippenhan.

### Wappen
Die Blasonierung des Wappens lautet: In Blau der silberne lateinische Großbuchstabe R.
Es geht zurück auf ein Gerichtssiegel aus dem Jahr 1673. Auf Vorschlag des Generallandesarchivs wurde es 1910 von der Gemeinde angenommen. Die Farben nehmen Bezug auf die kurpfälzischen Wittelsbacher. Nach dem Zweiten Weltkrieg führte die Gemeinde zeitweise ein dreigeteiltes Wappen, das drei Ähren, zwei Äpfel und einen Pflug zeigte. Da es keine amtliche Änderung gab und auch keine Farben festgelegt wurden, kehrte Ritschweier 1960 wieder zum offiziellen Wappen zurück.

## Verkehr
Über Kreisstraßen ist Ritschweier an Hohensachsen und somit an die B 3 sowie die A 5 angebunden.
Eine Buslinie der zum VRN gehörenden WEBU sowie ein Ruftaxi verbinden Ritschweier über Hohensachsen und Lützelsachsen mit der Weinheimer Innenstadt.

## Vereine
- Obst-, Wein- und Gartenbauverein Hohensachsen-Ritschweier
- DRK – Ortsverein Hohensachsen-Ritschweier
- Freiwillige Feuerwehr Weinheim, Abteilung Ritschweier
- Arbeiterwohlfahrt, Ortsgruppe Lützelsachsen-Hohensachsen und Ritschweier